# 스미더스관박쥐
스미더스관박쥐(Rhinolophus smithersi)는 관박쥐과에 속하는 박쥐의 일종이다. 남아프리카에서 발견된다.

## 특징
작은 박쥐로 전완장은 61mm와 64mm 사이이다. 상체는 갈색-회색을 띠는 반면에 하체는 비교적 밝은 색을 띤다.